# Vườn quốc gia Hull River
Vườn quốc gia Hull River là một vườn quốc gia ở Queensland, Úc.